# II wojna Francuzów z Dahomejem (1892–1894)
II wojna Francuzów z Dahomejem 1892–1894.
W roku 1891 król Dahomeju, Behanzin, na czele 12-tysięcznej armii najechał zajmowane przez Francuzów od roku 1864 portowe miasta w kraju: Kotonu i Porto-Novo. Atak był reakcją m.in. na nakładane przez Francuzów wysokie cła na Dahomejczyków. W reakcji na to, Francuzi zorganizowali ekspedycję wojskową w sile 4000 żołnierzy pod dowództwem płk. Alfreda Doddsa, która założyła swoją bazę w miejscowości Dogba. Dnia 20 września 1891 r. wojownicy Behanzina zaatakowali bazę, jednak po ciężkiej walce zostali wyparci z miasta, tracąc 700 zabitych i rannych. Następnie Francuzi przeszli do ofensywy rozbijając poszczególne grupy wojowników, m.in. oddział 500 amazonek gwardii królewskiej w bitwie pod d'Adégon. W starciu tym Francuzi stracili 6 zabitych i 32 rannych. 
Dnia 26 października zdobyto święte miasto Cana a następnie przy pomocy oddziału 800 strzelców senegalskich w dniu 15 listopada Francuzi podeszli pod stolicę kraju – Abomey. W tej sytuacji, mając małe szanse na obronę miasta Behanzin ewakuował ludność i wycofał się ze swoim wojskiem, paląc zabudowania stolicy. W styczniu 1894 r. król ostatecznie skapitulował, po czym został przez Francuzów zesłany na Martynikę. 
- Amazonka gwardii królewskiej